# Pitta elegans
Pitta elegans е вид птица от семейство Pittidae.

## Разпространение
Видът е разпространен в Индонезия и Източен Тимор.